# Chavouot
Chavouot (en hébreu : שבועות, Shavouot « semaines » ; en grec : πεντηκόστη ἡμέρα / Pentêkostề hêméra, « cinquantième jour »), appelée parfois en français « Pentecôte », est l’une des trois fêtes de pèlerinage du judaïsme, prescrites par la Bible, au cours de laquelle on célèbre le début de la saison de la moisson du blé et, dans la tradition rabbinique, le don de la Torah sur le mont Sinaï.
Elle a lieu au terme du décompte de l’omer, le 6e jour du mois juif de sivan (correspondant, selon les années, au mois de mai ou juin dans le calendrier grégorien). Elle dure deux jours en diaspora mais un seul en terre d’Israël (et dans le judaïsme réformé).

## Chavouot dans les sources juives

### Dans les livres de la période biblique
Chavouot est mentionnée pour la première fois comme la « fête de la moisson » faisant suite à la fête des azymes et précédant la fête de la récolte dans le cycle agricole annuel. Il est prescrit aux hommes de présenter en ce jour les prémices de la terre devant la maison de Dieu. Elle est, pour cette raison, également connue comme « jour des prémices »

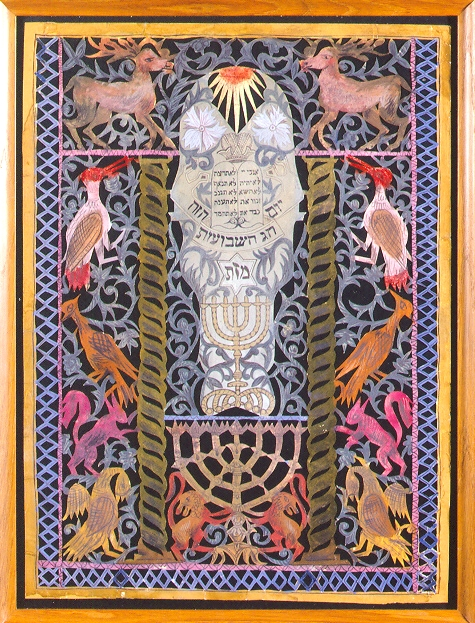
Découpage de papier coloré dans une technique mixte représentant des symboles liés au judaïsme et à la nature. L'inscription se lit: "Jom Chag Ha Schawuot ha se". Dans la collection du Musée juif de Suisse.

De ces trois fêtes, la « fête des semaines » est la seule à ne pas être définie par une date précise du calendrier mais par sa relation à la fête des azymes : au « lendemain du chabbat », un omer doit être prélevé sur les prémices de la nouvelle récolte d’orge et être offerte au prêtre ; à dater du jour de cette offrande, sept semaines entières doivent être comptées, au terme desquelles une « oblation nouvelle », consistant en deux miches provenant de la nouvelle récolte de blé et cuites à pâte levée, est offerte sur l’autel pour y être balancée. Cette offrande nouvelle s’accompagne d’offrandes animales, oblations et libations supplémentaires, et le jour où elle est effectuée est saint ; les « œuvres serviles » y sont proscrites.
Le jour doit en outre donner lieu, après que les enfants d’Israël ont pris possession du pays, à une réjouissance collective, au cours de laquelle les « prémices de ton labeur que tu as cultivé dans ton champ » sont remis au prêtre. Cette offrande n’incombe pas à la communauté, c’est « un tribut d’une offrande de ta main en toute liberté » grâce à laquelle « tu te réjouiras devant H' ton Dieu, toi, ton fils, ta fille, … le Lévite qui réside dans tes portes, l’étranger, l’orphelin et la veuve ».
La fête est assez peu évoquée dans la littérature prophétique. Le chroniqueur assure cependant que Salomon réalisait des offrandes « en se conformant au rite de chaque jour, il les offrait, selon les prescriptions de Moïse, les jours du chabbat et des néoménies et aux fêtes qui se suivent trois fois par an, à la fête des Azymes, à la fête des Semaines et à la fête des Tabernacles ».
Elle apparaît également dans la littérature deutérocanonique, comme un jour de joie devenu jour de peine pour Tobie et les Maccabées interrompent provisoirement leur lutte pour l’observer.

### Dans la littérature rabbinique

#### Le rituel de Chavouot à l’ère du Second Temple
Bien que tombant pendant la saison de labour (et ne durant pour cette raison qu’un jour, contrairement à Pessa'h ou Souccot), la célébration de Chavouot était fidèlement observée à l’époque du Second Temple. Outre le pèlerinage, commun aux trois fêtes et décrit dans le traité Haguiga, elle donnait lieu à la cérémonie des bikkourim, dont les rites font l’objet du traité Bikkourim, onzième et dernier traité de l’ordre Zeraïm.
L’un des articles de ce traité rapporte le faste de cette cérémonie :

« Le matin, le préposé disait (Jérémie 31:6) : « Allons, montons à Sion, vers H' notre Dieu ! »
Les plus proches (de Jérusalem) apportaient des figues et des raisins, les plus éloignés des figues sèches et des raisins secs. Un bœuf marchait devant eux, les cornes plaquées d’or, couronné d’olivier ; le chant de la flûte les précédait jusqu’à ce qu’ils fussent parvenus aux portes de Jérusalem. Ils envoyaient alors des messagers et embellissaient leurs prémices. Les petites gens, les délégués et les notables sortaient à leur rencontre, selon le rang des arrivants. Tous les artisans de Jérusalem arrivaient également à eux et leur souhaitaient la bienvenue.
Le chant de la flûte les précédait jusqu’à ce qu’ils fussent parvenus au mont du Temple. Là, le roi Agrippa lui-même hissait son panier sur ses épaules et pénétrait jusqu’au parvis du Temple, cependant que les Lévites chantaient (Psaumes 30:2) : « Je t’exalterai, H', car tu m’as relevé; tu n’as pas réjoui mes ennemis à mes dépens ».
Les pigeons s’envolaient de dessus les corbeilles (de fruits) et chacun remettait aux prêtres ce qu’il apportait de ses mains … Les riches apportaient leurs prémices dans des vases d’argent, les pauvres dans des paniers d’osier écorcé ; récipients et prémices étaient donnés aux prêtres. »

Le jour suivant Chavouot, appelé yom tavoua'h (hébreu : יום טבוח « jour de l’abattage »), a également un caractère quelque peu festif au cours duquel le deuil est interdit car c’est en ce jour que les offrandes de pèlerinage sont réalisées lorsque la fête a lieu à chabbat (les offrandes collectives ont priorité sur le chabbat mais non les offrandes des particuliers) ; par ailleurs, Chavouot ne durant qu’un jour, les pèlerins disposent d’un délai d’une semaine pour s’acquitter de ces offrandes.

#### La controverse des dates
Chavouot tombait, selon les pharisiens, entre le 5 et le 7 sivan, en fonction de la conjonction lunaire des mois d’iyar et sivan. Cependant, si le judaïsme actuel (qui célèbre Chavouot le 6 sivan depuis la fixation du calendrier par Hillel II) se fonde sur cette tradition, elle était loin d’être universellement acceptée pendant la période du Second Temple.
Le Livre des Jubilés prescrivait par exemple de l’observer le 15 sivan. Les boéthusiens arguaient quant à eux que Chavouot devait toujours avoir lieu un dimanche, cinquante jours après le premier chabbat qui suivait la Pâque car « Moïse, aimant les enfants d’Israël, a[vait] voulu leur donner un jour saint étendu en annexant la fête de Chavouot (qui a lieu sept semaines après le jour de l’offrande) au chabbat ».
La Septante, Flavius Josèphe et Philon d’Alexandrie partageaient l’interprétation pharisienne. Cependant, certains pensent que c’est en raison de cette controverse que la Mishna et les Talmuds ne se réfèrent à Chavouot que par le terme d’Atzeret ou son équivalent araméen Atzarta (hébreu : עצרת « assemblée solennelle », « fête de clôture » ou « cessation »), en précisant qu’il s’agit de l’Atzeret shel Pessa'h afin de la différencier de Chemini Atzeret et du septième jour de la fête des azymes (Atzeret shevi'i).

#### Chavouot et le don de la Torah

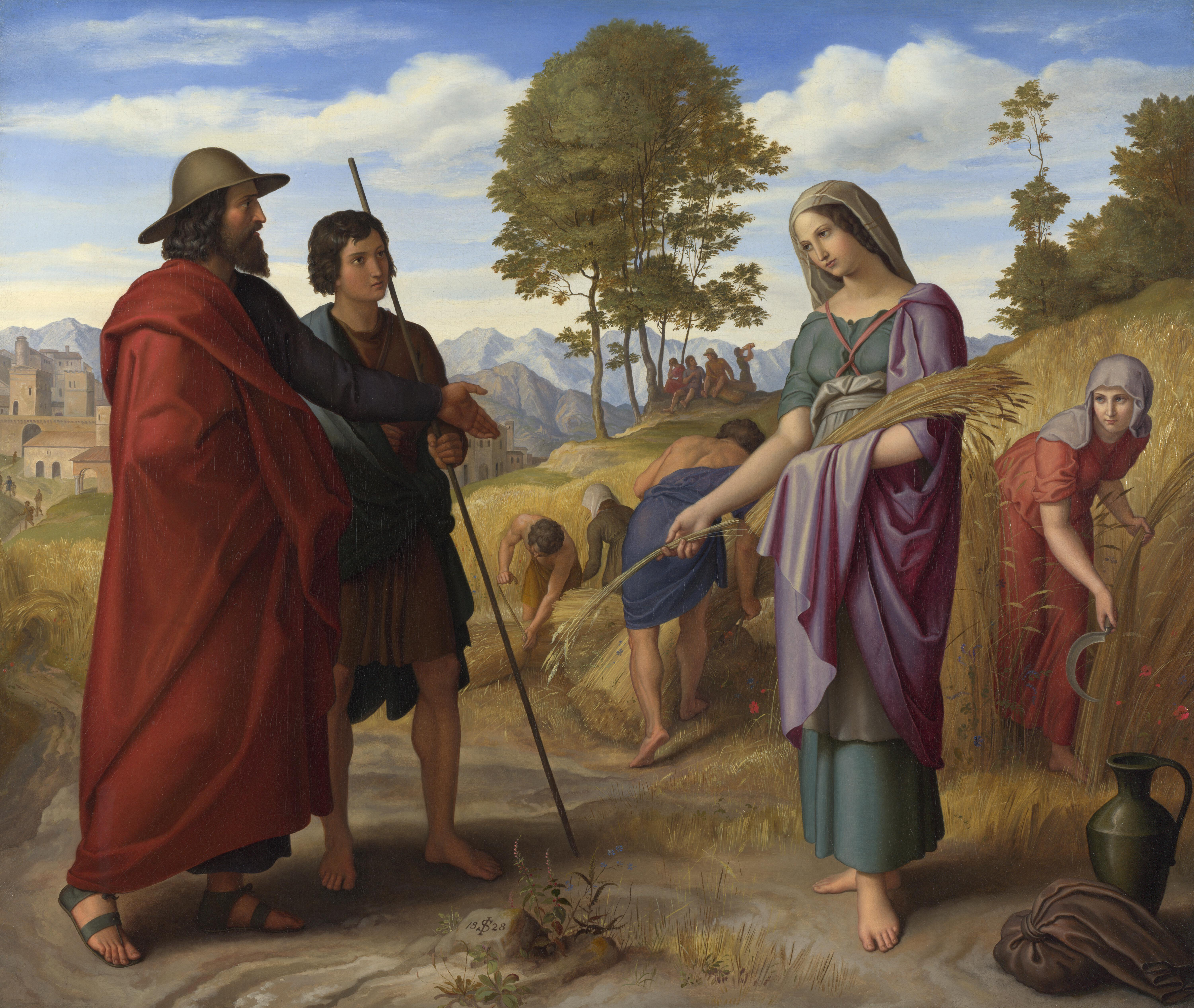
La lecture du Livre de Ruth à Chavouot a été instituée dans le haut Moyen Âge parce qu’elle correspondait aux deux thèmes de la fête, la moisson et le don de la Torah.

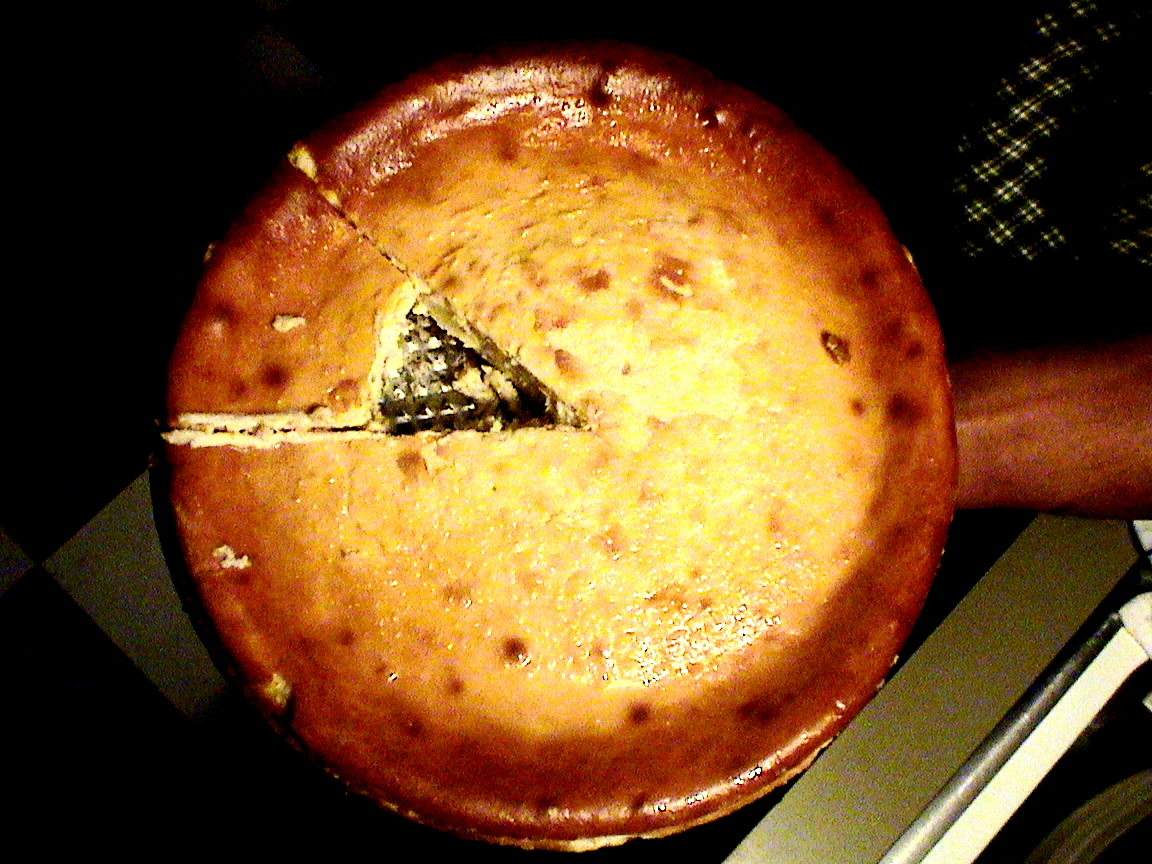
Il est de coutume, dans l’ensemble des communautés juives (à l’exception des yéménites), de consommer à Chavouot laitages et fromages. Parmi les raisons avancées : la Torah est comparée au lait ; l’appellation du mont Sinaï dans le (Gavnounim) évoque le fromage (gvina) ; les enfants d’Israël, après avoir reçu les lois de la cacherout sur le Sinaï, ne consommèrent plus que des plats lactés jusqu’à ce qu’ils aient fini de cachériser leurs ustensiles par ébouillantage.

Alors que Chavouot ne possède pas, contrairement à Pessa'h et Souccot, de dimension historique dans la Bible hébraïque, les rabbins assurent que c’est en ce jour qu’eut lieu le don de la Torah, cinquante jours après l’Exode hors d’Égypte.
Cette tradition apparaît déjà en filigrane dans le Livre des Jubilés (c’est en ce jour que l’alliance sur le sang aurait été contractée avec Noé, renouvelée avec Abraham et renouvelée derechef avec Moïse), bien qu’à une date différente. Les rabbins pensent qu’elle a été donnée le 6 tandis que Rabbi Yosse penche pour le 7. La controverse a été tranchée en sa faveur et la Torah aurait été donnée le 7 sivan de cette année. Toutefois, tous s’accordent sur le fait que la Torah a été donnée à Chavouot et comme la date de cette fête a été fixée dans le calendrier de Hillel II au 6 sivan, c’est en ce jour que le don de la Torah est commémoré.
L’association de Chavouot à la théophanie du Sinaï prend toute son importance après la destruction du second Temple et continue à lui assurer un caractère distinctif, alors que les pèlerinages et la cérémonie des prémices ne peuvent plus avoir lieu.
Le Midrash enseigne qu’il ne faut pas lire Hag hashavouot (« la fête des semaines ») mais Hag hashevouot (« la fête des serments ») car en ce jour, Israël a fait le serment irrévocable d’être fidèle à Dieu et Dieu a fait le serment irrévocable d’être fidèle à Israël. En ce jour, la délivrance matérielle, célébrée à Pessa'h, s’est achevée sur le plan spirituel,. En ce jour, selon le Zohar (œuvre majeure de la Kabbale) la parade nuptiale du fiancé Israël envers sa fiancée la Torah a pris fin et « au mois des jumeaux (des Gémeaux), la Loi jumelle (écrite et orale) fut donnée aux enfants du jumeau Israël (Jacob qui était le jumeau d’Esaü) » ou, selon un autre enseignement, où « au troisième mois (sivan), la triple Loi (Torah, Neviim, Ketouvim) fut donné au troisième peuple ». Les sept semaines qui séparent Pessa'h de Chavouot auraient dû être une période mi-fériée, à l’image de celle qui sépare le premier jour de Souccot de Chemini Atzeret, si des événements tragiques ne les avaient pas ultérieurement assombries.
La prépondérance du don de la Torah s’est également marquée dans les coutumes de la fête : aux ablutions vespérales habituellement réalisées avant les fêtes, d’aucuns ajoutent une purification matinale, en souvenir de celle que les enfants d’Israël avaient effectuée lors des trois jours de restriction afin de recevoir la Torah en état de pureté.
Les plats lactés qui trônent sur la table de fête – keeskikhn, blintzes, kreplach au fromage pour les ashkénazes, riz au lait, sieta cielos (pâte feuilletée à sept étages fourrée au fromage), borekas, samoussas pour les séfarades et les orientaux – y trouvent également leur origine, ainsi que les pâtisseries au miel (en particulier celles que l’on confectionnait autrefois en forme de lettres pour les enfants commençant leur apprentissage de la Torah) car, d’après l’exégèse rabbinique du Cantique des cantiques, la Torah a été comparée « au lait et au miel sous ta langue ». D’aucuns font cuire des pains spéciaux, rappelant l’offrande des deux miches mais dont la forme évoque symboliquement la Torah et certains, prenant les enseignements du Midrash et de la Kabbale à la lettre, mangent des pains azymes afin de souligner la continuité entre Pessa'h et Chavouot.
La Torah ayant aussi été comparée à l’eau, les Juifs d’Afrique du Nord (de Libye en particulier) avaient coutume de se jeter de l’eau et les enfants éclaboussaient les passants dans la rue (cette coutume a été fortement déconseillée depuis en raison des désagréments qu’elle entraîne). Une coutume voisine voulait que l’on asperge les orants d’eau de rose car nombre d’Israélites devant le Sinaï auraient manqué de s’évanouir lors de la révélation.
Beaucoup passent la nuit à étudier selon le rite du tikkoun leil Shavouot, institué par les kabbalistes de Safed et au cours de laquelle les textes fondamentaux du judaïsme rabbinique (Bible hébraïque, Mishna, Zohar, etc.) sont lus dans une version condensée. Pendant la journée, la pièce liturgique intitulée Akdamout (« Préface ») a pour sujet la grandeur infinie de la Torah tandis que les azharot énumèrent poétiquement les 613 commandements et que la Ketouba d’Israël Najjara rappelle les termes du contrat nuptial entre Dieu et Israël.
Les bikkourim sont encore, mais à peine, évoqués, en décorant l’habitation et la synagogue avec des fleurs et des plantes odorantes, (le Gaon de Vilna s’est élevé contre cette pratique qui finissait par trop ressembler aux coutumes chrétiennes). La lecture du Livre de Ruth, mentionnée pour la première fois dans le traité Soferim 14:16, y fait aussi vaguement allusion mais selon la croyance populaire, elle évoque surtout le destin des Israélites, « convertis » en masse lors du don de la Torah sur le mont Sinaï (une explication tardive veut que l’on rende hommage, par le biais de Ruth, à son descendant, le roi David, mort, selon la tradition rabbinique, à Chavouot – c’est pourquoi certains lisent en ce jour le Livre des Psaumes dans son entièreté).

## Observance de Chavouot dans le judaïsme rabbinique

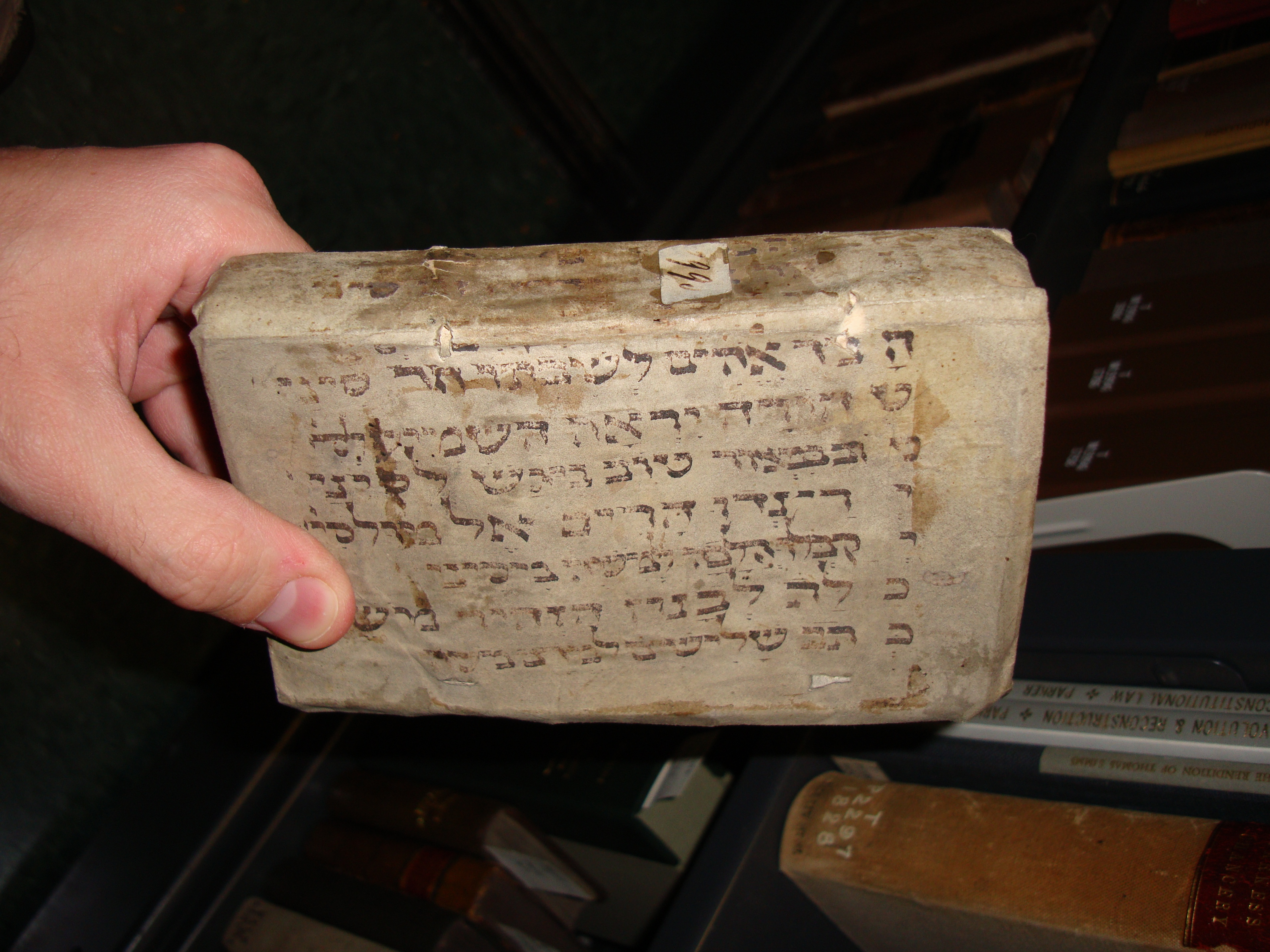
Fragment d'un mahzor, contenant un yotzer utilisé pour célébrer Shavuot et portant le nom de Shim'on dans l'acrostiche, ce qui conduit des chercheurs à supposer qu'il a été composé par le poète De Shim'on bar Yitshaq de Mayence au Xe siècle.

La fête de Chavouot est célébrée le 6 sivan et le lendemain en diaspora, du fait de la coutume d’ajouter un second jour aux fêtes bibliques.
Elle ne se distingue, contrairement à Pessa'h et Souccot, par aucun rite particulier en dehors de sa liturgie.
Comme ces deux fêtes, Chavouot était, à l’époque des Premier et Second Temples de Jérusalem, une fête de pèlerinage, au cours de laquelle les Juifs étaient tenus de se rendre à Jérusalem et d’y faire des offrandes à Dieu selon les ordonnances bibliques. Elle ne durait cependant qu’un jour et les offrandes pouvaient donc être réalisées dans le courant de la semaine plutôt que le jour même.
Bien que de nombreux Juifs se rendent de nos jours en pèlerinage au Mur occidental (et que ce pèlerinage peut lui aussi s’effectuer endéans la semaine), en absence de Temple reconstruit, la liturgie se concentre principalement, comme à Pessa'h et Souccot, sur le souvenir des anciens rites et offrandes.
Le rituel liturgique de Chavouot partage avec ces deux festivals : 
- une ʿamida (prière) de sept bénédictions, récitée lors des offices du matin, de l’après-midi et du soir, pendant deux jours en dehors de la terre d’Israël ; la fête de Chavouot y est appelée zman matan toratenou (« le temps du don de notre Torah »),
- une bénédiction supplémentaire, yaalè veyavo, intercalée dans le birkat hamazon (action de grâces récitée après les repas),
- la lecture complète du Hallel (du psaume 113 au psaume 118) après la ʿamida de l’office du matin,
- une lecture de la Torah spéciale,
- et un office de prière supplémentaire (moussaf).

Il s’en démarque par son caractère de solennité (Chavouot est la seule fête au cours de laquelle il est interdit de jeûner à la suite d'un mauvais rêve), et d’autres particularités, dont certaines ont pu être conservées ou adaptées aux offices synagogaux.

### Soir de la fête
Les femmes allument les bougies en l’honneur de yom tov (de préférence avant la tombée de la nuit ; si ce n’est pas le cas, elles peuvent cependant le faire après, contrairement au chabbat, à condition d’allumer la bougie à partir d’une flamme existante et non d’une flamme nouvellement allumée) et récitent la bénédiction appropriée. Elles peuvent réciter la bénédiction shehehiyanou à ce moment ou attendre que leur mari la fasse lors du kiddoush et répondre amen mais en tous les cas, elle ne peut le faire qu’une fois.
Il est de coutume de retarder le moment de la prière du soir après la sortie des étoiles, afin de se conformer à la prescription de compter sept semaines « pleines ». Certains disent qu’il en est de même pour le kiddoush mais ce n’est en rien obligatoire, surtout dans les pays d’Europe, où la nuit tombe tard à cette période de l’année. Il est toutefois préférable d’attendre au moins, sinon la sortie des étoiles, le coucher du soleil (de 13 à 25 minutes avant la sortie des étoiles, selon les rites).
Les repas de fête doivent être pris sur du pain, en souvenir des deux miches, la table familiale occupant la fonction dans le foyer de l’autel dans le Temple. Le birkat hamazon doit ensuite être récité avec la bénédiction yaalè veyavo. Il est de coutume de prendre un repas lacté le soir et de reprendre, après s’être rincé la bouche, un repas carné (ou au moins à base de volaille et avec du vin car il n’y a pas de joie sans viande ni vin), avec une miche pour chaque repas. Il n’est toutefois pas obligatoire, bien que préférable, de prendre un repas lacté complet (une crème glacée suffit pour s’en acquitter) ni de le prendre le soir.

### Nuit(s) de la fête
La première nuit est idéalement consacrée à l’étude, de préférence à partir du programme établi par Isaac Louria et la seconde devrait comporter l’étude de quelques versets et passages de la Torah et du Zohar.
La veillée d’étude a été conçue comme une réparation (tikkoun) de l’attitude des Israélites que Dieu dut réveiller au jour du don de la Torah. Bien que fort louable et conférant une récompense à la mesure de l’effort, elle n’est donc destinée qu’à ceux qui se sentent assez sûrs de leur constitution pour passer une nuit blanche sans s’interrompre (et sans se laisser aller à des conversations futiles), sachant qu’ils ne pourront pas somnoler le lendemain avant la fin de l’office supplémentaire (vers la mi-journée).
Les rapports sexuels pendant la ou les nuits de Chavouot, bien que non formellement interdits, sont, pour cette raison, mal perçus par les kabbalistes.

### Journée de la fête
La prière du matin débute à l’aube dans les communautés ashkénazes ayant réalisé le tikkoun. Certains réalisent une seconde ablution, environ une heure avant le lever du soleil ; les séfarades prennent soin de ne pas se laver dans une eau à plus de 37 °C, même si elle a été chauffée avant la fête, tandis que les ashkénazes se le permettent dans ce dernier cas. À la synagogue, ceux qui ont veillé se lavent les mains mais ne récitent pas la bénédiction ni certaines bénédictions du matin ; ceux qui ont dormi les en acquittent.
L’atmosphère est joyeuse et il est permis de danser en l’honneur de la Torah (la fête donne lieu à un répertoire étendu de chants de circonstance, en particulier les hassidim). Le don d’un nouveau rouleau de la Torah à la synagogue en ce jour est considéré comme un acte particulièrement méritoire chez les séfarades, équivalent à la « nouvelle offrande » prescrite par la Bible.

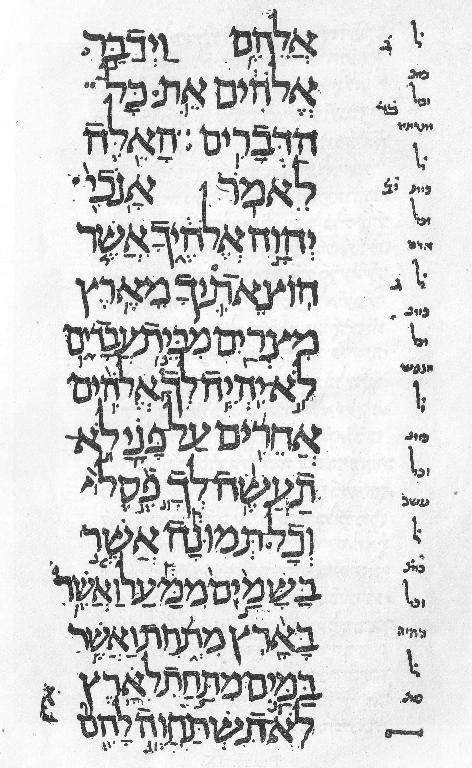
Exode 20:1-5 dans un codex massorétique indiquant les signes de cantillation supérieurs et inférieurs. À Chavouot, les Dix commandements sont lus d’après les signes de cantillation au-dessus et non en dessous des lettres.

#### Lectures du premier jour
On sort le premier jour, après la répétition de la ʿamida du matin et la lecture du Hallel, deux rouleaux de la Torah. De nombreuses communautés séfarades lisent la Ketouba à ce moment. Les ashkénazes, eux, lisent l’Akdamout avant que le premier appelé à la Torah (c’est-à-dire, en général, un cohen) ne récite la bénédiction de la lecture (autrefois, cela se faisait après qu’il eut lu le premier verset mais les décisionnaires récents s’y sont opposés).
Cinq hommes lisent dans le premier le passage Exode 19:1-20:22 (la révélation des dix commandements). Cette lecture est réalisée selon le taʿam elyon, c’est-à-dire en ne tenant compte que des signes de cantillation supérieurs. Il en résulte un allongement de certains versets (la défense du polythéisme et le respect du chabbat forment un seul verset) et un raccourcissement d’autres (l’interdiction de tuer, de l’adultère, du vol d’hommes et du faux témoignage constituent un verset chacun). L’usage ashkénaze et chez une partie des séfarades veut qu’on se lève lors de la lecture des dix commandements mais Maïmonide et d’autres critiquent cette coutume, qui laisse à penser que certains passages de la Bible seraient plus importants que d’autres ; chaque communauté agit selon ses habitudes.
Le rabbin ou un autre érudit lit Nombres 28:26-31 (les offrandes supplémentaires du jour des prémices) en guise de maftir et la haftara dans Ézéchiel 1:1-28 et 3:12 car les visions d’Ézéchiel s’apparentent à celles qu’expérimentèrent les Israélites en ce jour.
Lors de l’office de moussaf, les communautés orientales omettent de lire les passages relatifs aux offrandes supplémentaires et se contentent de les évoquer par un « ainsi qu’il est écrit dans ta Torah », afin d’éviter les erreurs lors de la lecture ou de la récitation. Des azharot sont lues dans les communautés séfarades, yéménites et certaines communautés ashkénazes après la fin de l’office.

#### Lectures du second jour
Le second jour, s’il y a lieu, on lit la section kol bekhor (Deutéronome 15:19-16:17) ou esser ta'asser (Deutéronome 14:22-16:17) si le deuxième jour a lieu chabbat, suivis de Nombres 28:26-31 et Habacuc 2:20–3:19.
Le yizkor (prière en souvenir des morts) est lu en diaspora lorsqu’on remet les rouleaux de la Torah dans l’arche après cette récitation, car elle évoque les dons volontaires, considérés comme propices au repos des disparus. En terre d’Israël, il est lu après la lecture du premier jour, bien qu’elle ne comprenne pas le passage kol bekhor.
Après la lecture du premier verset de la haftara, certaines communautés ashkénazes chantent le Yetsiv pitgam (« notre louange est inébranlable »), un poème araméen en 15 vers, attribué par certains à Rabbenou Tam (le poète signe en acrostiche Jacob ben Meïr Halevi) et souvent considéré comme le substitut de l’Akdamout.

#### Lecture du Livre de Ruth

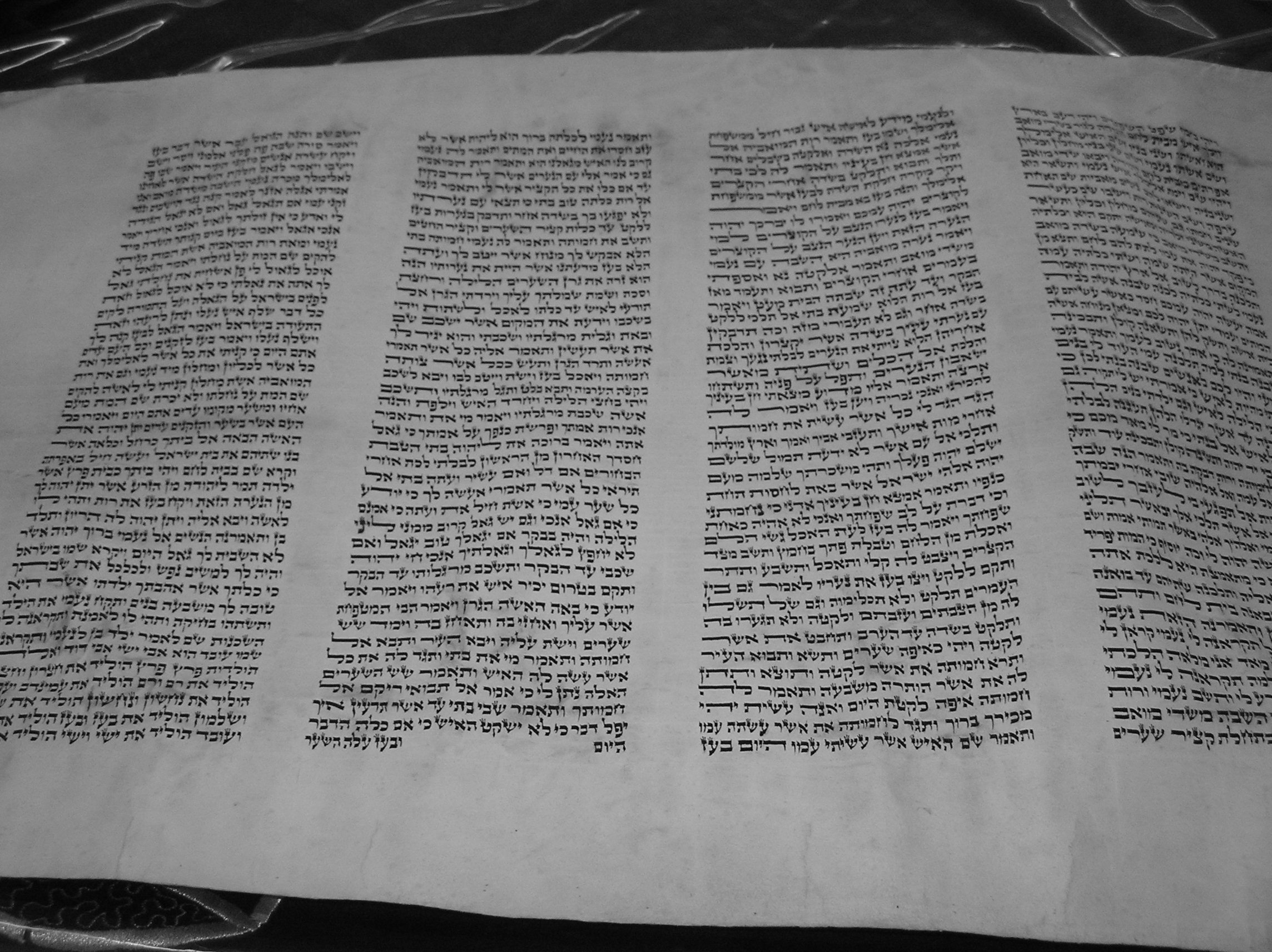
Un rouleau du Livre de Ruth.

La lecture du Livre de Ruth est universellement réalisée mais diverses coutumes se rencontrent selon les communautés.
Dans les communautés ashkénazes, le Livre de Ruth est traditionnellement lu à la synagogue, avant la sortie de la Torah (du second jour, en diaspora),. Les décisionnaires ashkénazes recommandent de lire dans un rouleau manuscrit dont les lettres sont toutes lisibles et le Gaon de Vilna prescrit pour cette raison de réciter les bénédictions al mikra meguila (sur la lecture du rouleau) et shehehiyanou avant la lecture. Cet usage n’est cependant pas universel parmi les ashkénazes.
Les communautés yéménites le lisent également l’après-midi, avec son Targoum.
Les séfarades le lisent après les azharot dans une version imprimée et sans bénédiction ; ceux qui l’ont lu au cours du tikkoun de la veille en sont dispensés pendant la journée. Certains, dont les hassidim de Loubavitch, ne réalisent d’ailleurs aucune lecture publique.
Dans les communautés libyennes, la lecture du livre de Ruth donne lieu à une session d’études réalisée à la synagogue ou chez des particuliers : elle est précédée de la lecture du Livre des Proverbes et est suivie des azharot d’Isaac ben Reouven Albargeloni, dont chacun lit un vers. La personne qui a lu la strophe bessimana tava oubemazala yehe est arrosée d’eau de la tête jusqu’aux pieds. On conclut l’étude par la lecture des dix commandements dans la traduction de Saadia Gaon à laquelle des notables musulmans venaient assister autrefois.

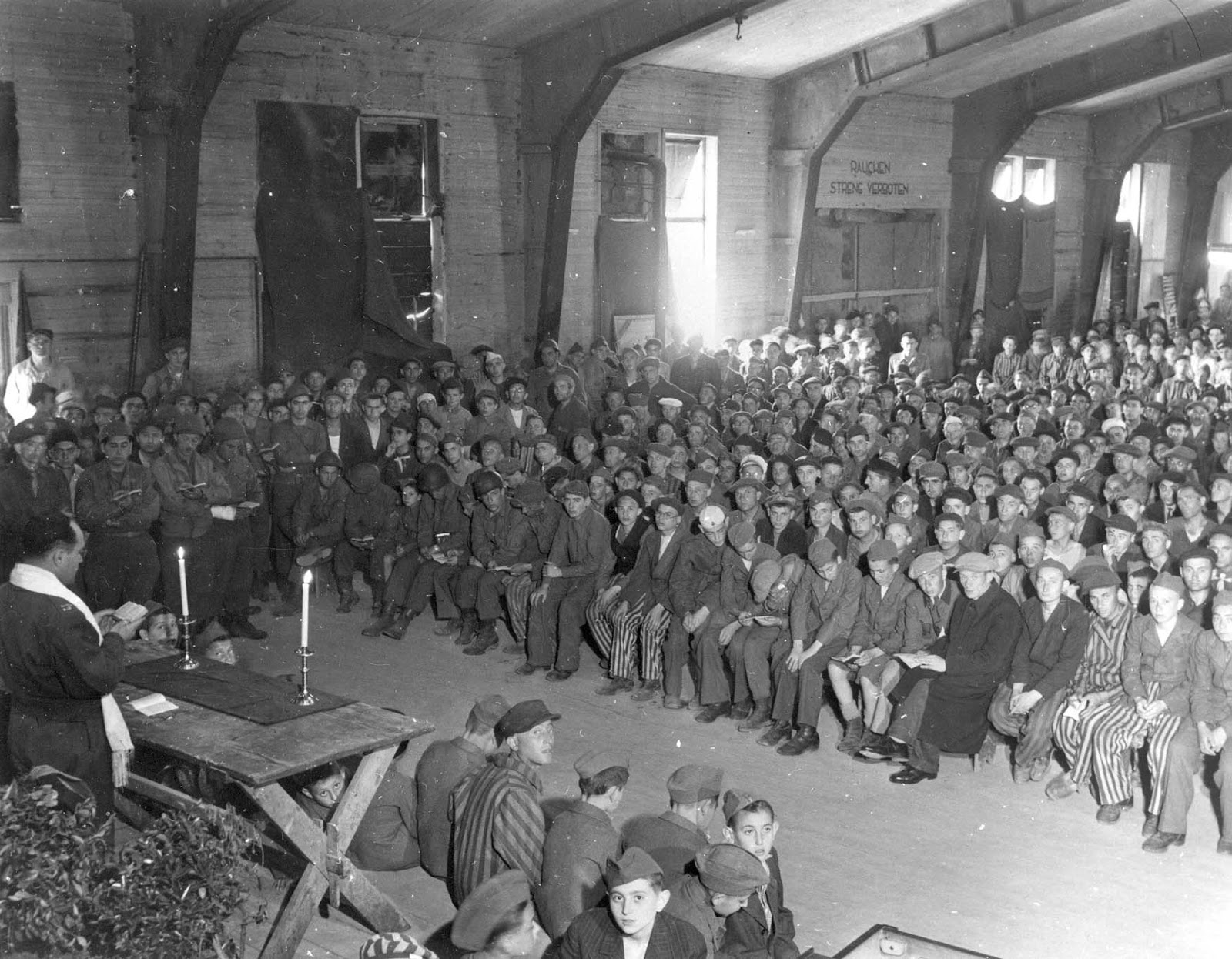
Célébration de Chavouot par le rabbin Herschel Shaechter à Buchenwald, peu après la libération du camp, 18 mai 1945

Les Juifs de Djerba observent des coutumes similaires mais ils répartissent ces lectures (y compris celle du Livre de Ruth) sur les deux jours de la fête.

### Chavouot et le deuil
Le don de la Torah associé à Chavouot est un événement si important dans la théologie juive que le deuil est interdit en ce jour. Même l’affligé (la personne qui a perdu ses parents mais ne les a pas encore enterrés) est convié à étudier la Torah lors du tikkoun. L’interdiction de jeûner à Chavouot est également en vigueur le lendemain de la fête, même pour un jeune marié (qui devrait, selon la tradition ashkénaze, jeûner le jour de son mariage).

### Fin de la fête
La havdala (cérémonie de séparation) est réalisée au soir de la fête en terre d’Israël, au soir du deuxième jour en diaspora.
Les ashkénazes autorisent, contrairement aux séfarades, un délai de récitation jusqu’au lendemain soir.

## Observance de Chavouot dans les traditions non-rabbiniques

### Dans le karaïsme
Le karaïsme, un mouvement scripturaliste du judaïsme devenu significatif au IXe siècle, met un point d’honneur à décompter l’omer à partir du dimanche suivant Pessa'h et donc à célébrer Chavouot à un moment différent des Juifs rabbanites, ce qui peut entraîner des problèmes pour la communauté karaïte vivant en Israël.
Selon leur tradition, neuf « arguments de lion » auraient été avancés au temps d’Anan ben David, leur fondateur présumé, qui aurait « consacré sa vie » à cela. Leur position a été débattue par Abraham ibn Ezra qui avance que puisque tous les autres jours saints ont lieu à date fixée dans le calendrier hébraïque, il serait déraisonnable de supposer à la fête de Chavouot une date fixée dans la semaine. Juda Halevi la conteste également, arguant qu’en admettant même la justesse de l’interprétation littéraliste des Karaïtes, il aurait été évident à l’assemblée des Sages d’Israël que le « lendemain du sabbath » n’est mentionné qu’afin d’enseigner que si l’offrande de l’omer avait été réalisée un dimanche, Chavouot devrait tomber un dimanche, que s’il avait lieu lundi, Chavouot devrait avoir lieu lundi et ainsi de suite.
La communauté karaïte du Caire observait la fête par un pèlerinage à Jérusalem ; des offices spéciaux avaient lieu à la kenessa en ce jour, les gens mangeaient des produits de la nouvelle récolte ainsi que des plats à base de lait et de miel. Une coutume typique, d’origine inconnue, voulait que les maris offrent une oie à leurs épouses, afin d’éviter tout malentendu à l’avenir.

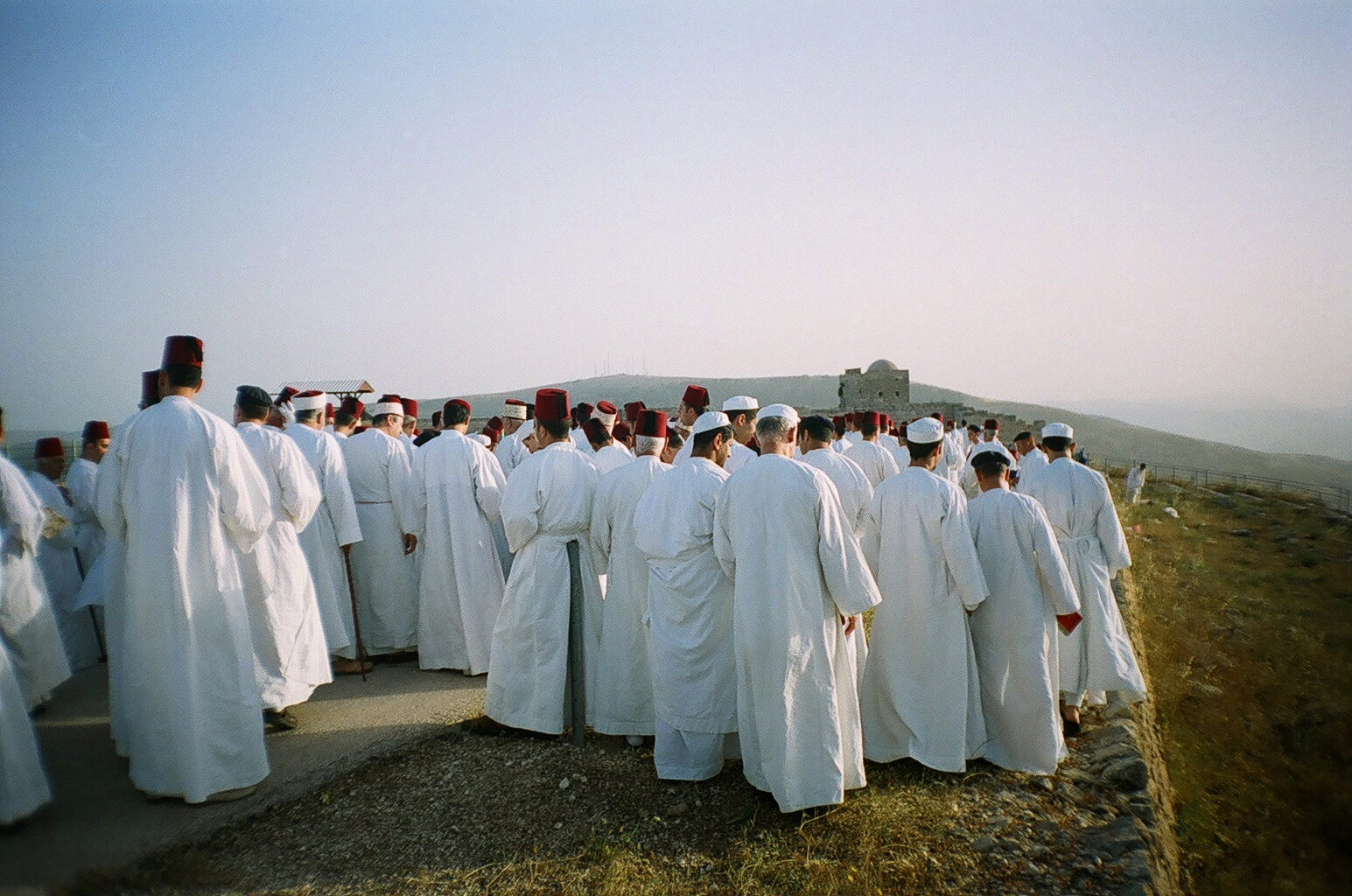
Samaritains en pèlerinage à Chavouot, en 2006.

### Dans le samaritanisme
Les Samaritains, adeptes d’un mosaïsme non-juif, célèbrent également Chavouot (Chavout) le dimanche et l’observent par le second de leurs trois pèlerinages sur le mont Garizim. Les festivités commencent à la sortie du chabbat, par une dégustation de plats froids à base de fromages et de salades. Le pèlerinage a lieu le lendemain vers quatre heures du matin et suit le même parcours que ceux de Massot et Souccot,,.
Selon la tradition samaritaine, le don de la Torah a lieu le quatrième jour (mercredi) de la sixième semaine de l’omer, trois jours avant Chavouot, et donne lieu à un long office de prière, depuis mardi minuit jusque mercredi vers six heures du soir, au cours duquel les Dix commandements sont solennellement lus.

### Dans la tradition des Beta Israël
Les Beta Israël d’Ethiopie sont les dépositaires d’un judaïsme pré-rabbinique principalement fondé sur la Bible, en voie de disparition depuis leur émigration massive en Israël et leur adoption du judaïsme orthodoxe.
Ils commençaient, probablement sous l’influence du Livre des Jubilés, le décompte de l’omer au septième jour de Pessa'h mais leur calendrier n’étant pas celui de Jubilés, ils célébraient la fête de la récolte (Ba'al Ma'rar), le 12 sivan. Les préparatifs commençaient trois jours auparavant par des ablutions dans le fleuve ; au jour de la fête, des prémices étaient apportées au masggid où elles étaient bénies par le prêtre. On s’invitait ensuite mutuellement à partager le repas de fête.
Une autre fête de la récolte, également appelée Ba'al Ma'rar ou Ba'al bikkourot, avait lieu cinquante jour après Souccot, du fait d’une saison des pluies typique des plateaux d’Éthiopie. Elle donnait lieu au même rite ; l’injera (une manière de grande crêpe) était typiquement consommée avec du lait et du beurre.

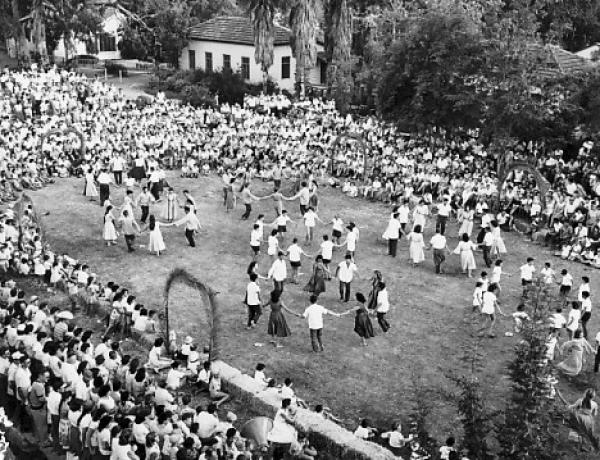
Fête des bikkourim à Gan-Shmuel en 1959.

## Chavouot en Israël

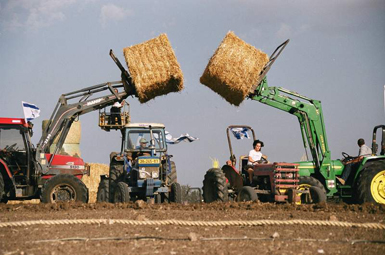
La « danse des tracteurs », une procession des bikkourim remise au goût du jour, dans le moshav Nahalal, en 2006.

Comme Pessa'h et l’offrande de l’omer, Chavouot devient, dans le mouvement pionnier du kibboutz, un festival champêtre où sa dimension agricole donne lieu à la glorification du lien de l’homme avec la terre, bien plus qu’à celle de la providence divine.
Au milieu des années 1930, Zashka (Ceska) Rosenthal, émigrée polonaise et membre fondatrice du kibboutz Gan-Shmuel, institue la procession des bikkourim, après s’être fait expliquer le sens de cette fête qu’elle ignore. Comprenant qu’elle présente de nombreux points communs avec les réjouissances de la moisson en Pologne, elle conçoit un projet similaire. Un autre membre, Binyamin Bolek, lui confère une tonalité plus juive en s’inspirant du rite des bikkourim décrit dans la Mishna. Le destinataire des prémices n’est toutefois plus le prêtre de Dieu mais le représentant du Fonds national juif.
L’aspect graphique et esthétique de ces processions est particulièrement recherché. Elles inspirent de nouveaux chants comme Salenou al ktafenou (« Nos paniers à l’épaule ») de Levin Kipnis et Yedidia Admon ou Shibbolet bassadè (« L’épi dans le champ ») de Matityahou Shelem. Comme nombre de chants sionistes d’alors, ils citent parfois la Bible, avec Eretz zavat halav oudvash (« Terre qui ruisselle de lait et de miel » - Exode 3:8, mis en musique par Eliyahou Gamliel) ou Ve'hag Shavouot taasse lekha (« Et tu feras la fête de Chavouot » - Exode 34:22, mis en musique par Yedidia Admon) mais ils évoquent rarement Dieu.
Ces célébrations connaissent un déclin dans les générations suivantes, moins idéalistes et romantiques que leurs aînés. Elles n’ont cependant pas disparu et ont contribué à une plus grande conscience de Chavouot parmi les Juifs laïcs d’Israël que parmi ceux de la diaspora.

## Le jour de la confirmation
Né d’une version juive du mouvement des Lumières, visant à adapter le judaïsme au monde moderne et imprégné d’hégélianisme, le judaïsme réformé a fait du don de la Torah une révélation continue, s’adaptant à son époque et dont le caractère contraignant ou non est laissé au choix de chacun.
Considérant que l’âge de treize ans n’était pas assez avancé pour signifier la maturité, les premiers réformés décidèrent d’abolir la bar mitzva, instituant en lieu et place un rite de confirmation, inspiré de l’église protestante, à l’âge de seize ans. La date de Chavouot fut choisie parce qu’elle marque « l’anniversaire du judaïsme » et le récit de Ruth, qui reconnaît le judaïsme, s’accorde parfaitement à l’atmosphère du jour,. Au vu de la doctrine égalitaire du mouvement réformé, filles et garçons furent confirmées collectivement vers 1816 ; cette cérémonie fut adaptée par les milieux orthodoxes en 1860, préfigurant la cérémonie de la bat mitsva.
La bar mitzva a depuis été réintroduite dans les rites de passage réformés aux États-Unis. La confirmation continue cependant à se tenir à Chavouot : des classes d’élèves âgés de seize à dix-huit ans, se rendent dans les temples réformés et se tiennent devant l’Arche, évoquant les Israélites devant le mont Sinaï lors du don de la Torah.

## Échos de Chavouot dans le christianisme
La Pentecôte chrétienne constitue une réinterprétation chrétienne de la perception pharisienne de Chavouot, l’Esprit saint descendant sur les apôtres comme Moïse descend du Sinaï avec les Tables de la Loi. L'évangéliste Luc, dans Actes des Apôtres, indique : « Or, il y avait, séjournant à Jérusalem, des Juifs, des hommes pieux venus de toutes les nations qui sont sous le ciel... », à l'occasion du pèlerinage pour la fête de Chavouot (Pentecôte). Le thème principal de la Pentecôte est celui du « don des langues », des « langues de feu » qui descendent sur les apôtres. En d’autres termes, il s’agit de l’universalité du message évangélique, inspiré par le Paraclet.
Le délai de sept semaines est repris dans le christianisme, la Pentecôte étant célébrée cinquante jours après Pâques. Cette fête religieuse s’est constituée peu à peu, probablement entre les IIe et IVe siècles.